# MV Wakashio
Pour les articles homonymes, voir Wakashio.
Ne doit pas être confondu avec JDS Wakashio.
Le MV Wakashio ou Wakashio (わかしお) est un navire vraquier japonais de la compagnie Nagashiki kisen de l’affréteur Mitsui O.S.K. Lines naviguant sous pavillon panaméen et contenant 3 800 tonnes de fioul, dont l'échouement est à l'origine d'une marée noire à l'île Maurice en 2020.

## Échouement et marée noire
Le 25 juillet 2020, le MV Wakashio dérivant s'échoue sur le récif de la Pointe d'Esny, au sud-est de l'île Maurice. Il contient deux cents tonnes de gazole et 3 800 tonnes de fioul. La cale no 9 située devant le compartiment de la salle des machines a une entrée d'eau et il y a une fuite entre les deux parties, les cales 7 et 8 sont également inondées et les marins du bateau inondent la cale 6, pour le stabiliser, tandis que les cales 1 à 5 sont sans eau. La coque du navire s'est posé sur des fonds marins peu profonds là où il s'est échoué. Il y a que douze mètres de profondeur à cet endroit. Le mauvais temps ébranle et travaille la structure de la coque, provoquant une fuite.
Alors que depuis le début de l'accident les autorités se voulaient rassurantes, le 6 août 2020 elles annoncent que la coque du navire comporte une brèche et qu'il y a une fuite d'huile. Les cuves commencent alors à fuir dans le lagon. Le ministre de l'environnement, Kavy Ramano annonce que le navire de secours Andromeda doit arriver dans les trois ou quatre jours suivant pour pomper les produits de la fuite, précisant qu'il devra faire deux allers-retours pour transférer le fioul dans un autre lieu de stockage. Il ajoute « Pour l’Angel One, on avait transféré le fioul dans les installations de la Mauritius Fertilizers, aujourd’hui Total ».
Le 9 août, au soir, un tiers de ses trois mille tonnes de carburant se sont déversés en direction des côtes. Le navire menace de se briser. 
La compagnie Nagashiki kisen (長鋪汽船), propriétaire du navire, présente ses excuses et envoie une équipe spécialisée dans le sauvetage, tout en indiquant que les conditions météorologiques rendent difficiles ces opérations.
Le 12 août, le premier ministre mauricien Pravind Jugnauth, annonce que « tout le fioul a été pompé des réservoirs » . 

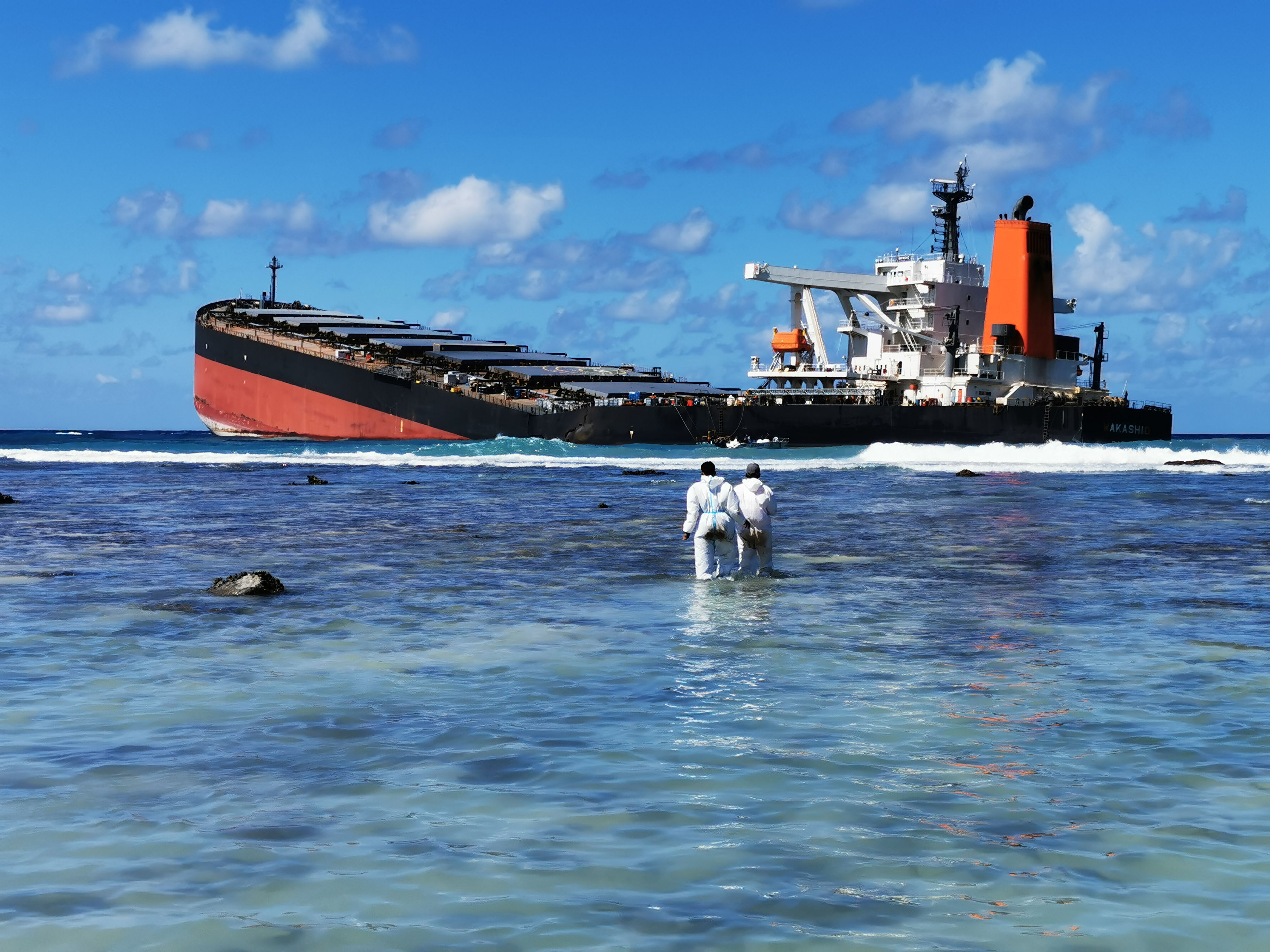
MV Wakashio, brisé en deux.

Le 16 août, le bateau se brise en deux, laissant fuir un reliquat estimé à 100 tonnes encore contenu dans la cale. Il est prévu de remorquer le morceau des deux tiers avant de l’épave et de le couler au large. La partie arrière restant en place contient les moteurs du vraquier et environ 30 mètres cubes de pétrole, que les conditions météo empêchent de pomper.
Le 24 août, les 2/3 de l'épave avec sa proue sont remorqués au large, puis coulés à grande profondeur, comme prévu, à 3 600 mètres.
Le 31 août, le remorqueur Sir Gaëtan Duval sombre à son tour dans une mer forte, heurté de l'arrière, par la barge qu'il remorquait, chargée des résidus de fioul qui étaient encore contenus dans l'arrière du vraquier. Le naufrage de ce remorqueur fait trois morts et un disparu.

## Filmographie
- Wakashio : lespwar odela marenwar, documentaire de 55 minutes réalisé par CARES (Centre for Alternative Research and Studies), Rezistans ek Alternative et Rising Ocean[11].
- Grat lamer pintir lesiel (Avec la mer repeindre le ciel), documentaire de 71 minutes réalisé par le réalisateur mauricien David Constantin[11],[12].